# Xian de Tingri
Le xian de Tingri (chinois : 定日县 ; pinyin : dìngrì xiàn ; tibétain : དིང་རི་རྫོང, Wylie : ding ri rdzong, pinyin tibétain : Tingri Zong) est un district administratif de la région autonome du Tibet en Chine. Il est placé sous la juridiction de la ville-préfecture de Shigatsé (ou Xigazê).

## Histoire
Le xian est touché par un séisme de magnitude de 7,1 le 7 janvier 2025.

## Démographie
La population du district était de 45 157 habitants en 1999.
La ville de Shelkar comptait 8 767 habitants en 2000.

## Personnalités
- Godrakpa Sonam Gyaltsen mystique tibétain.
- Khenrab Tharchin, moine du monastère de Shelkar Choede décédé consécutivement à des tortures en prison à l'âge de 40 ans[5].

Xian de Tingri
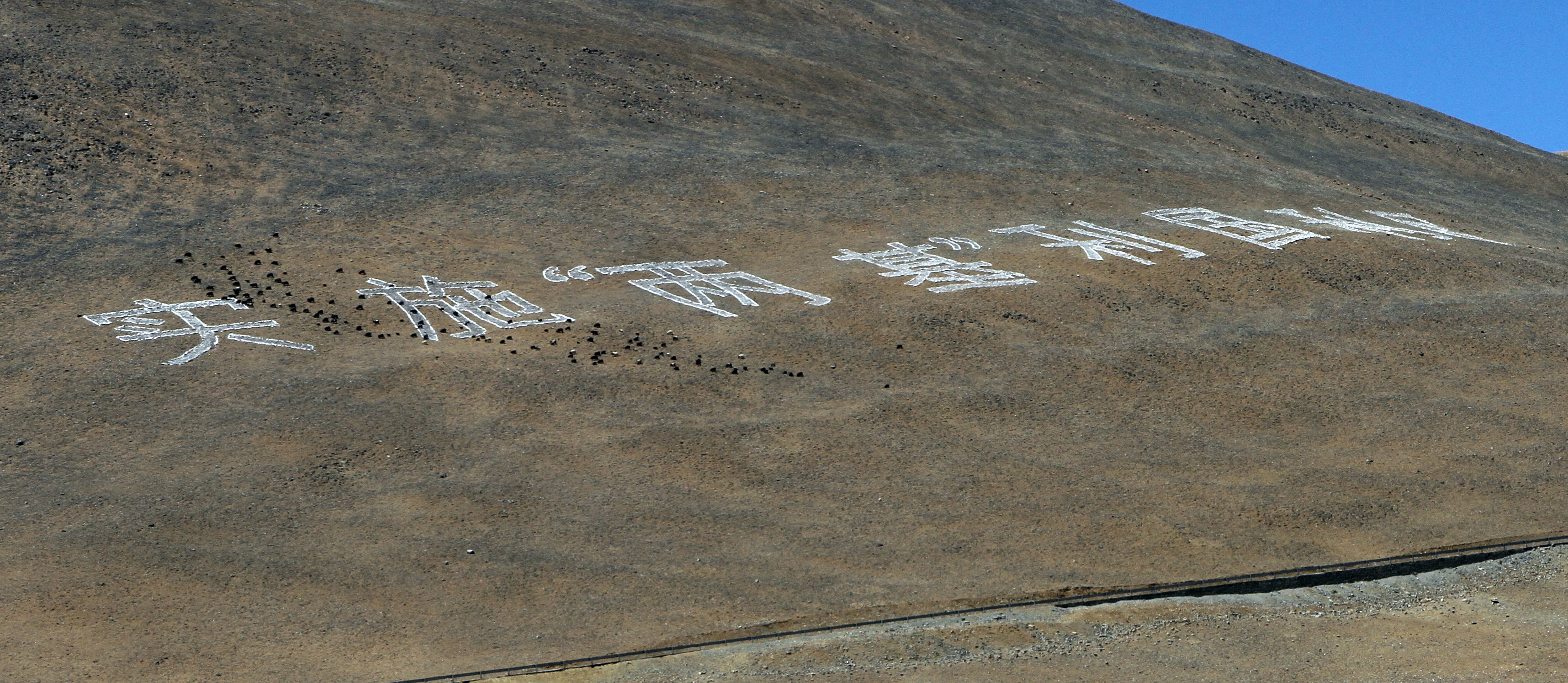
Lalung La to Shelkar
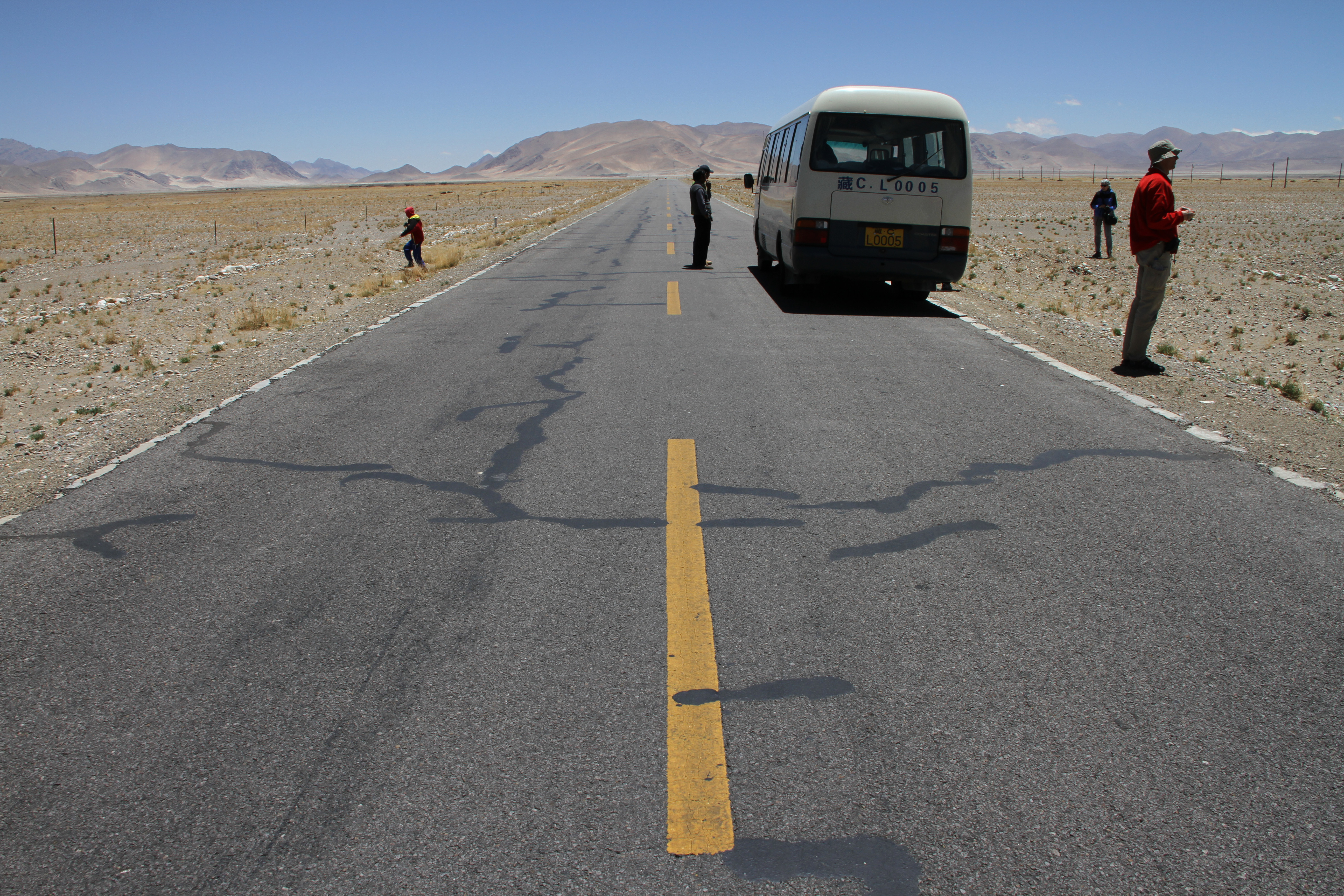
Friendship Highway
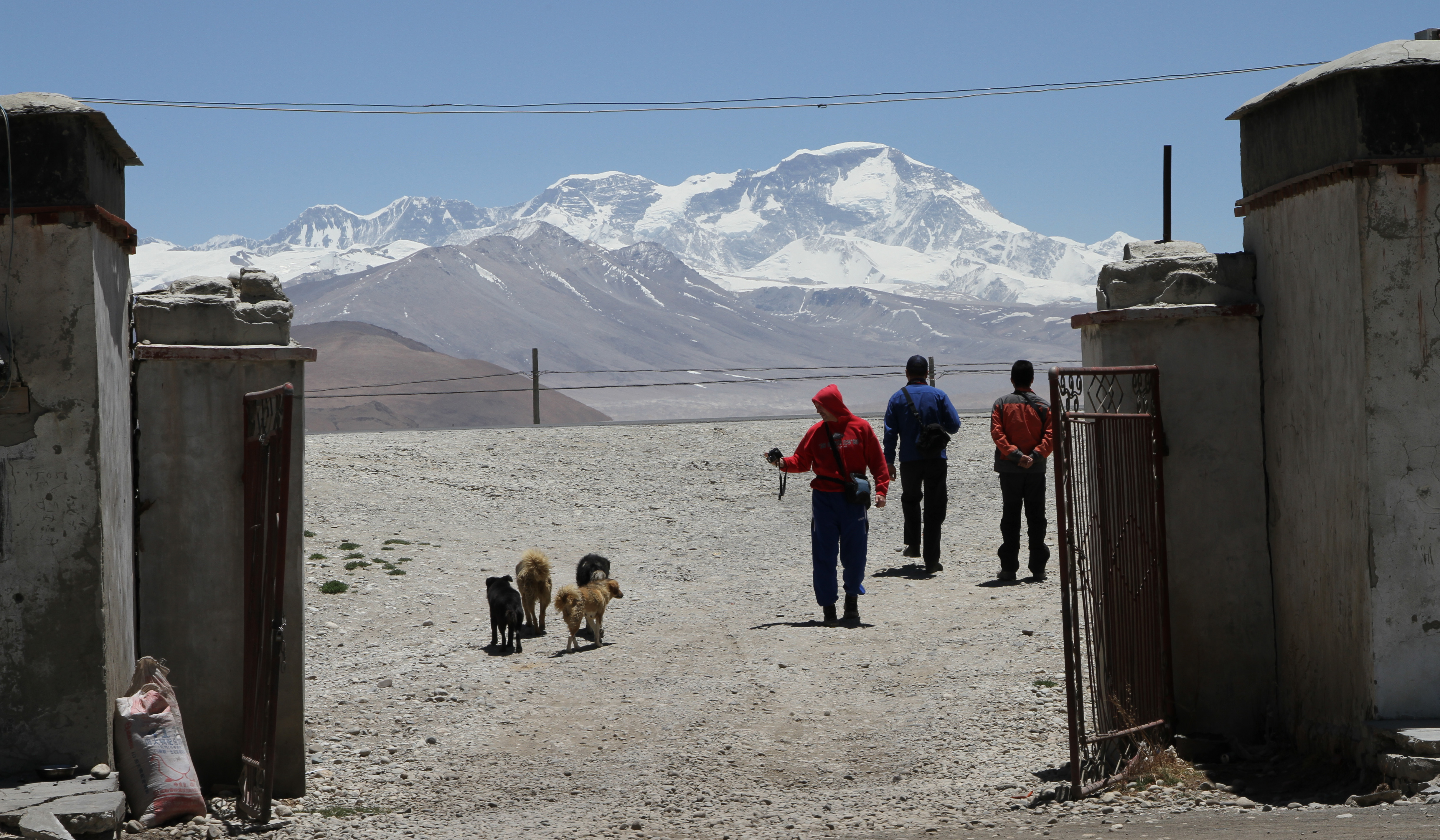
Snowleopard Guest House
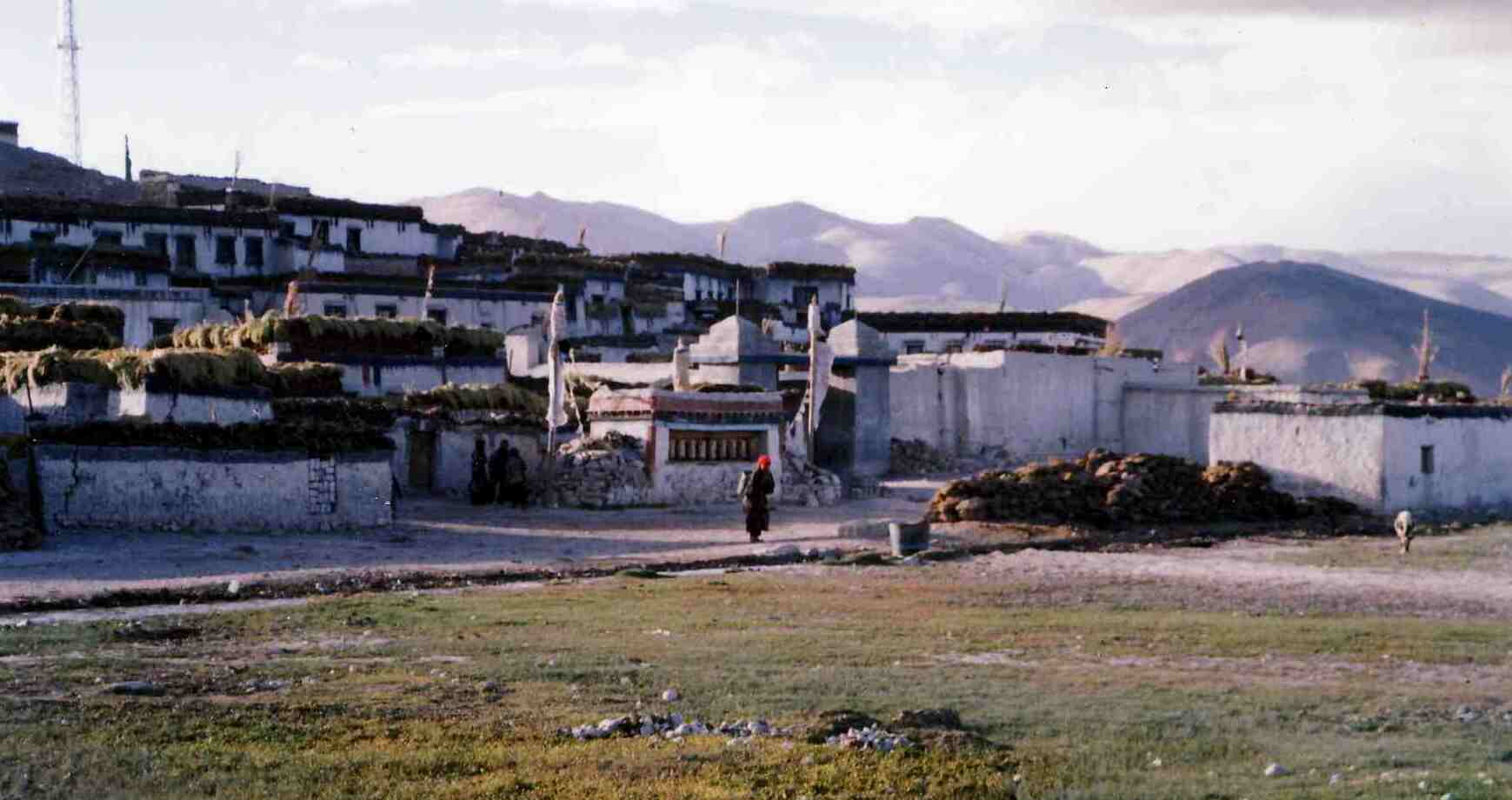
La ville de Tingri en 1993
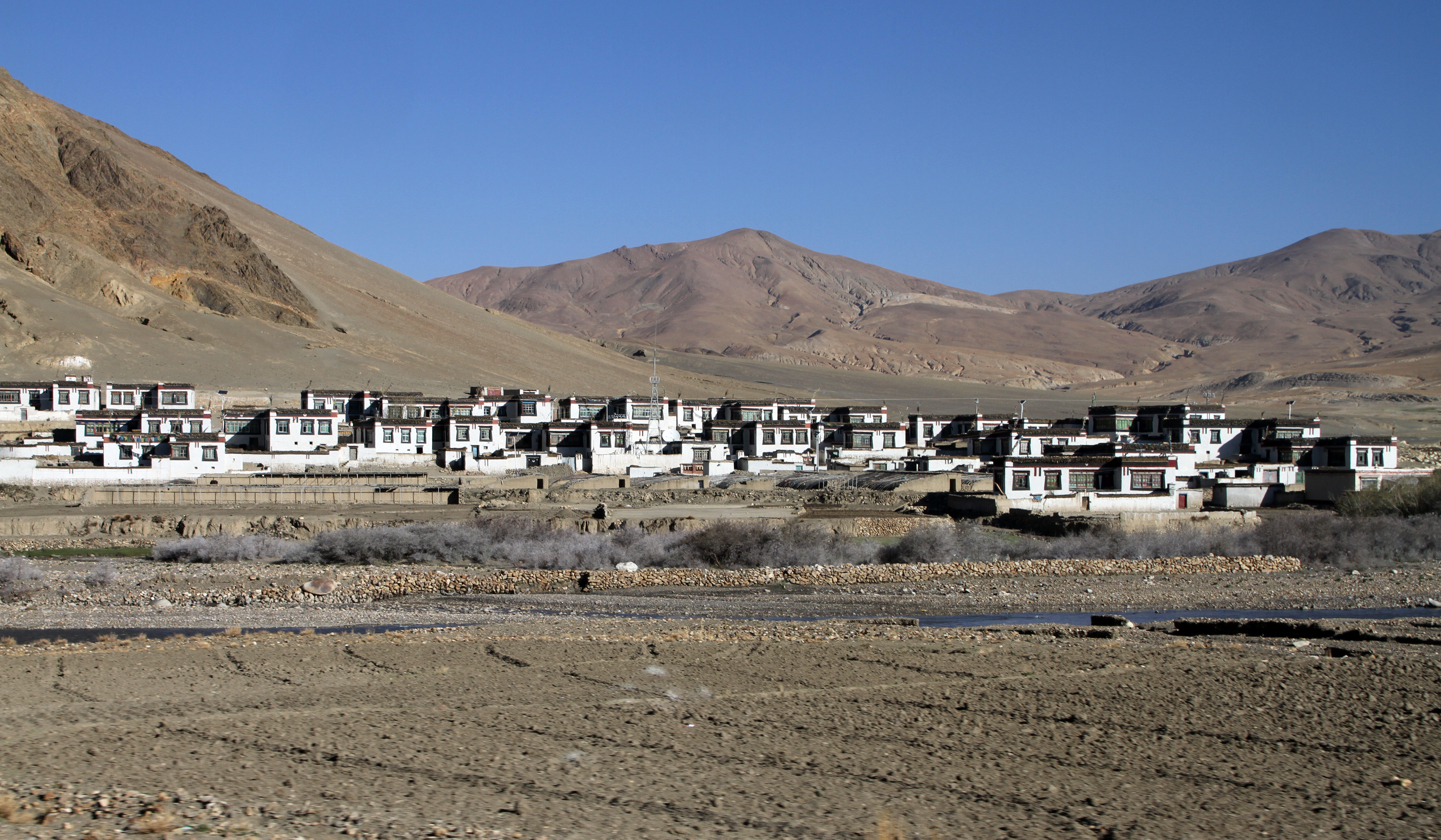
Village
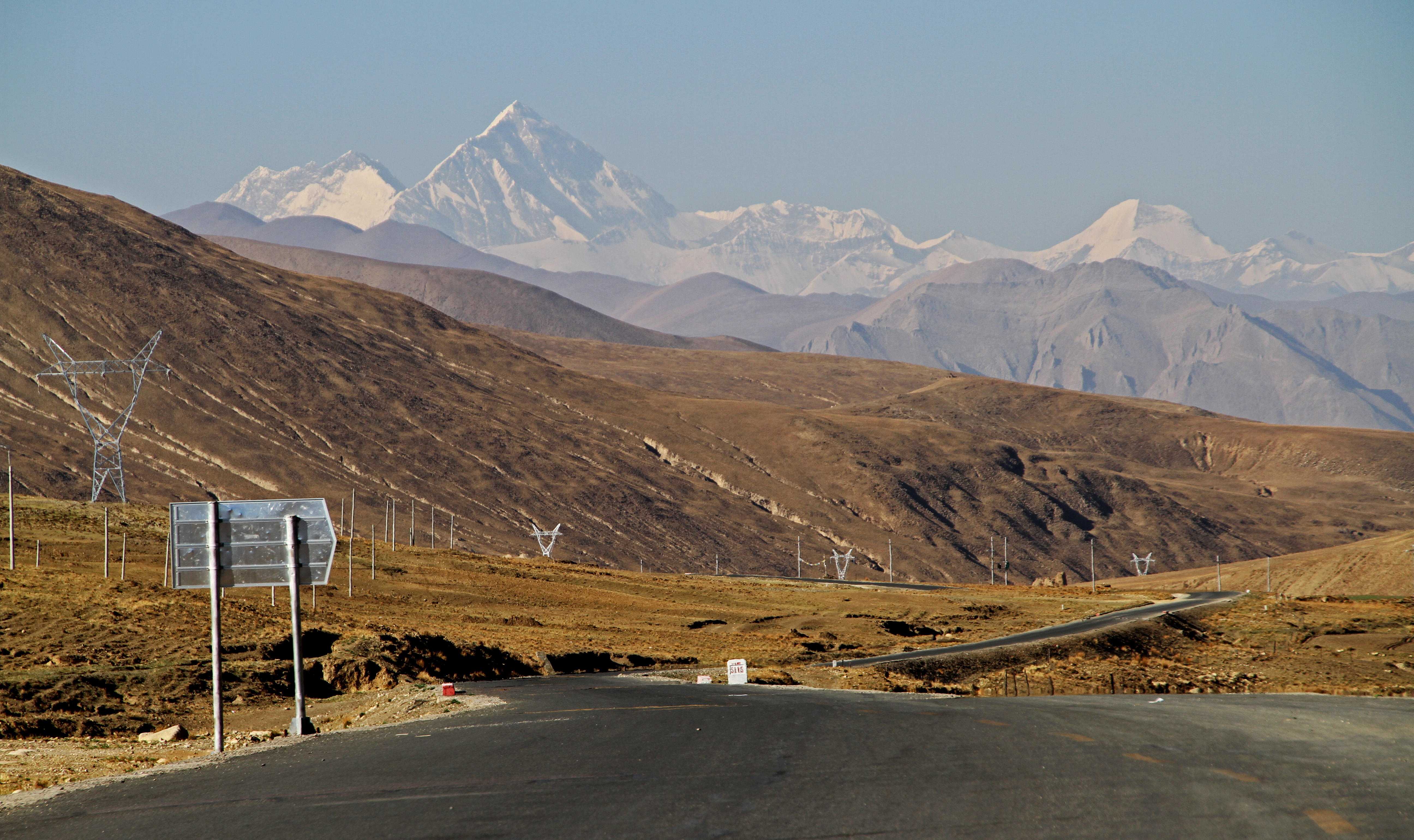
Mount Everest
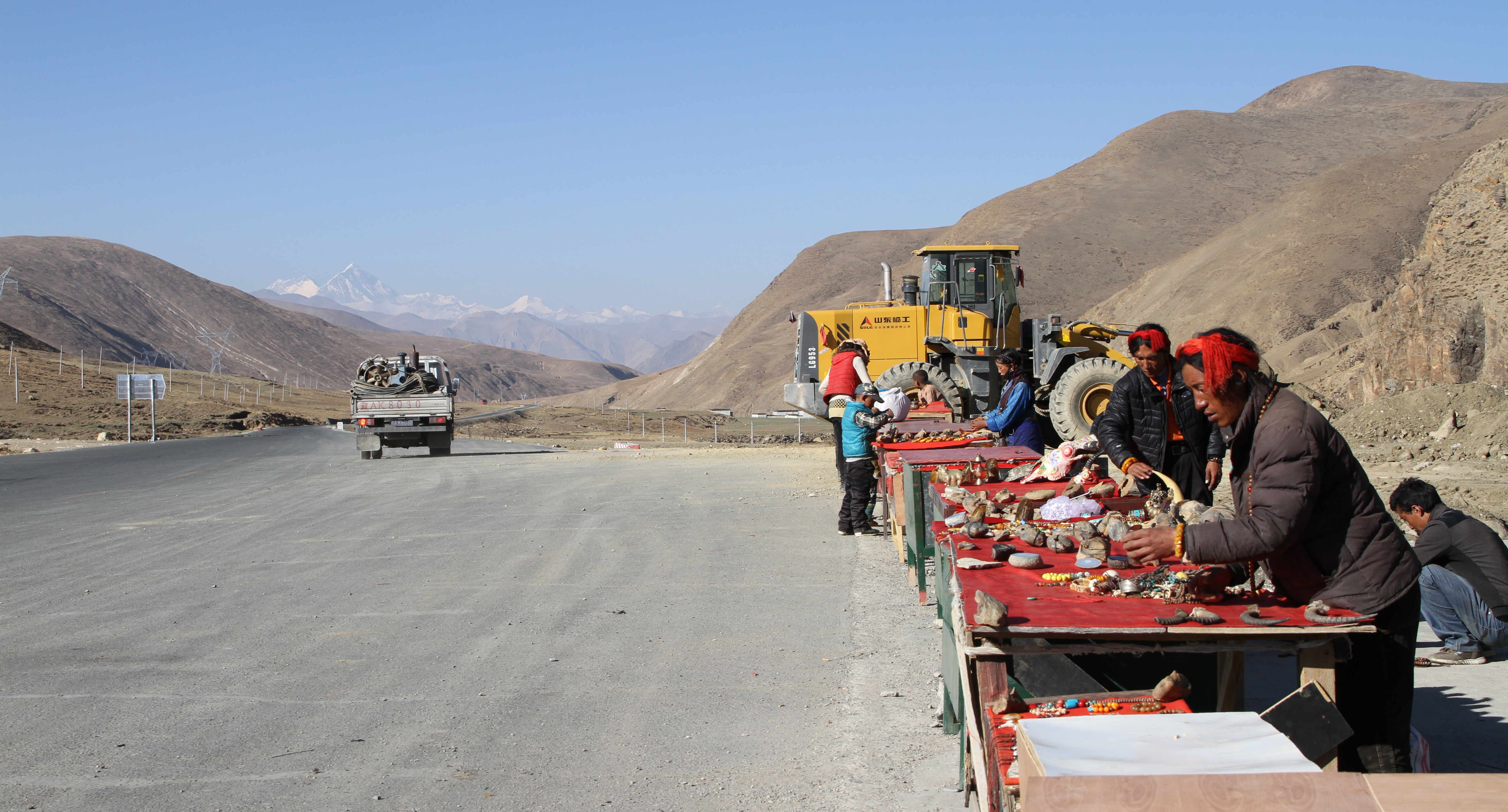
Trading
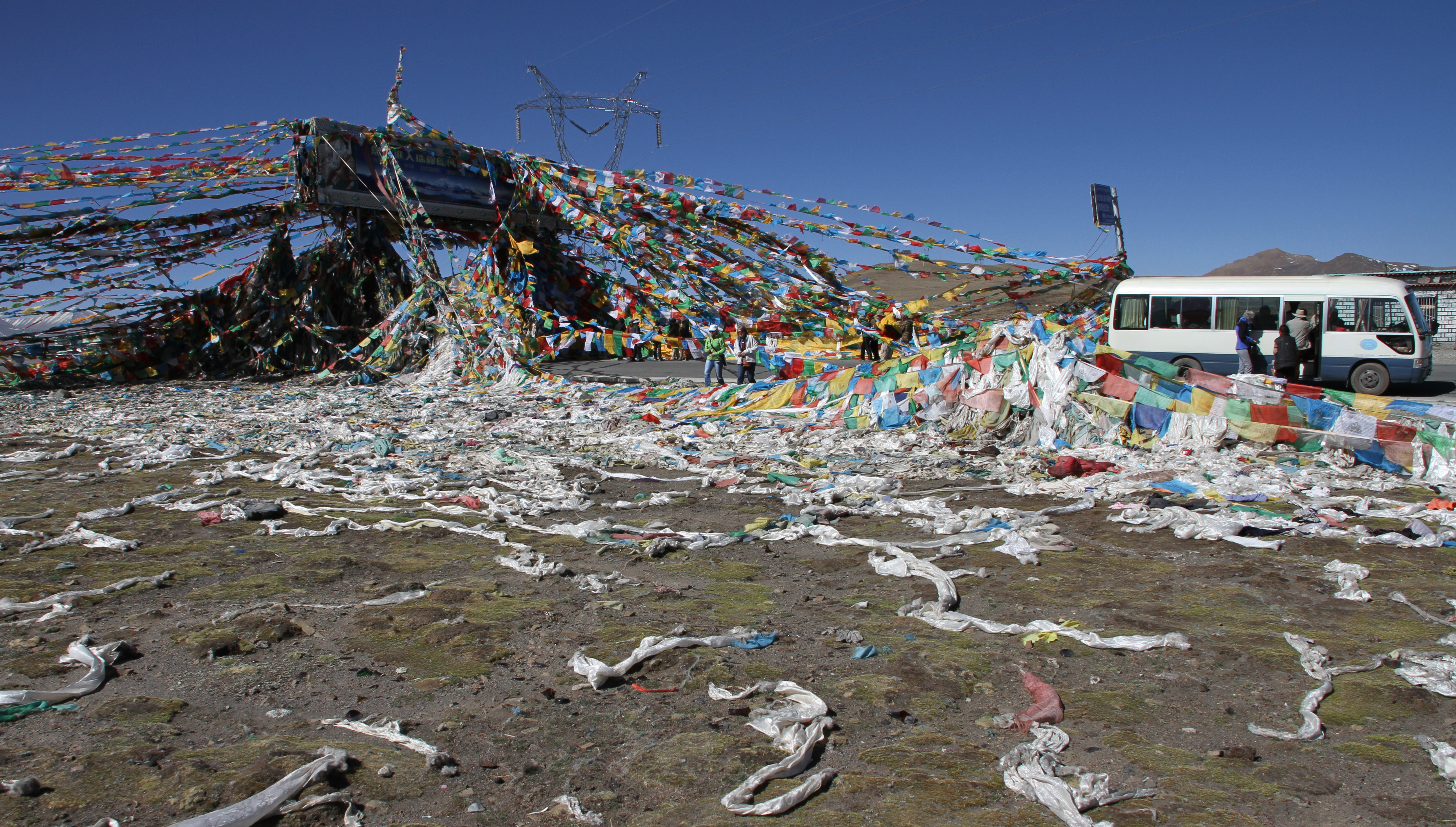
Gyatso La 5248m